# Casa di riposo per musicisti

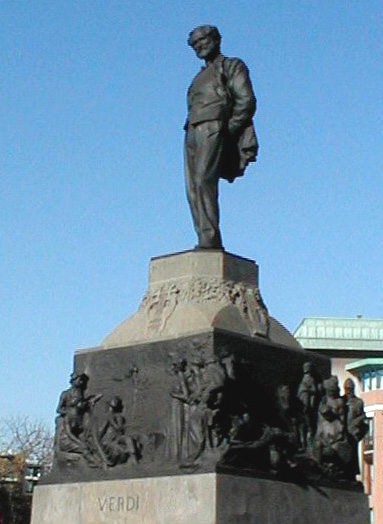
Monument à Verdi par Enrico Butti, sur la place Michelangelo Buonarroti à Milan devant la Casa di riposo per musicisti.

La casa di riposo per musicisti (maison de retraite des musiciens) a été construite sur l'initiative de Giuseppe Verdi à l'intention des artistes qui ont consacré leur vie à l’art musical et qui se trouvent en difficulté. Elle se trouve sur la place Michelangelo Buonarroti à Milan. 
Le bâtiment, achevé le 16 décembre 1899, est l'œuvre de l'architecte Camillo Boito. De style néo gothique, il se compose de deux étages auxquels sera ajouté un troisième dans les années 1930. 
Selon la volonté de Verdi, les premiers hôtes n’accéderont à la maison de retraite qu’après sa mort survenue en 1901 afin qu'ils ne se sentent pas dans l'obligation de le remercier.
Le 10 octobre 1902 la casa di riposo accueille ses premiers hôtes : cinq hommes et quatre femmes. Elle accueille actuellement 65 personnes dont 20 jeunes qui apprennent la musique auprès des plus anciens.
L'intérieur comprend des meubles ayant appartenu au compositeur, parmi lesquels deux bibelots offerts par le souverain d'Égypte, le Khédive Ismaïl Pacha, à l'occasion de la représentation d'Aida au Caire en 1871. Dans la même pièce se trouve le piano Érard, qu'utilisa Arturo Toscanini en 1898. 
Le fonctionnement de la casa di riposo, au départ assuré par les droits d'auteur que Verdi lui a concédés en mai 1900, est assuré depuis 1962 par l'État italien et des bienfaiteurs.
Le maestro repose dans l'oratoire de la maison, aux côtés de son épouse Giuseppina Strepponi.